# R. c. Drybones
R c. Drybones, est un arrêt de principe de la Cour suprême du Canada statuant que la Déclaration canadienne des droits habilitait les tribunaux à effectuer le contrôle judiciaire d'une loi fédérale qui allait à l'encontre de ses règles et principes.  Par conséquent, la Cour suprême du Canada a statué que l'article 94 (b) de la Loi sur les Indiens (qui interdisait aux «Indiens» d'être en état d'ébriété hors d'une réserve) est inopérante parce qu'elle viole l'article 1 (b) de la Déclaration canadienne des droits.
Avant cette décision, il y avait beaucoup de débats quant à l'autorité de la Déclaration canadienne des droits par rapport à une disposition contrevenant à ses règles. Un point de vue considérait la Déclaration des droits comme étant simplement une aide à l'interprétation. L'autre point de vue y voyait une loi qui restreignait la souveraineté parlementaire, privant les lois fédérales incompatibles de force et d'effet. À la suite de cette affaire, le pouvoir dont la Cour a estimé découler de la Déclaration canadienne des droits n'a plus été utilisé et n'a pas fait l'objet d'un réexamen par la Cour suprême du Canada.
À la suite de cette affaire, l'article 94 a été abrogé par le Parlement en 1971.